# Happiness... Is Not a Fish That You Can Catch
Happiness... Is Not a Fish That You Can Catch es el tercer álbum de la banda Our Lady Peace. Fue lanzado el 21 de septiembre de 1999 por Columbia Records. El álbum fue un gran éxito en Canadá, debutando en el # 1 en la lista de álbumes de Canadá. El álbum fue certificado 3x Platino en julio de 2001. Hit singles del álbum incluyen «One Man Army», «Is Anybody Home?», y «Thief». La última pista del CD, «Stealing Babies», cuenta con Elvin Jones, un famoso baterista de jazz que murió en 2004. La sesión de fotos para el álbum tuvo lugar alrededor de Staten Island en el estado de Nueva York.

## Lista de canciones
| N.º | Título                    | Notes               | Duración |  |
| 1.  | «One Man Army»            | Maida, Arnold Lanni | 3:22     |  |
| 2.  | «Happiness & the Fish»    |                     | 3:34     |  |
| 3.  | «Potato Girl»             |                     | 4:27     |  |
| 4.  | «Blister»                 |                     | 3:57     |  |
| 5.  | «Is Anybody Home?»        | Maida, Lanni        | 3:37     |  |
| 6.  | «Waited»                  |                     | 3:32     |  |
| 7.  | «Thief»                   |                     | 4:01     |  |
| 8.  | «Lying Awake»             |                     | 4:02     |  |
| 9.  | «Annie»                   |                     | 4:02     |  |
| 10. | «Consequence of Laughing» |                     | 3:16     |  |
| 11. | «Stealing Babies»         | con Elvin Jones     | 5:30     |  |

Bonus tracks
| N.º | Título                           | Notes                 | Duración |  |
| 12. | «The Needle and the Damage Done» | 1996 Neil Young cover | 3:44     |  |
| 13. | «Clumsy»                         |                       | 4:29     |  |

## Personal
- Duncan Coutts - guitarra
- Raine Maida - voces
- Jeremy Taggart -  tambores, percusión
- Mike Turner - Guitarra eléctrica